# Boross Martin
Boross Martin (Budapest, 1988 –) Junior Prima díjas magyar dramaturg, színházrendező, filmrendező.

## Életpályája
2007–2012 között a Színház- és Filmművészeti Egyetem dramaturg szakán tanult. 2013-ban Rácz Anikó producerrel megalakította kortárs színházi alkotócsoportját, a STEREO AKTot. Rendezett dokumentumfilmet, operát és utcai performanszokat is. Budapesten kívül dolgozott Németországban, Spanyolországban, Dániában, Romániában valamint az Amerikai Egyesült Államokban.

## Munkássága
| Bemutató éve | Színház                                | Szerzők                                             | Mű                                     |         |
| ------------ | -------------------------------------- | --------------------------------------------------- | -------------------------------------- | ------- |
| 2021         | Stereo Akt-Füge Produkció              |                                                     | EX KATEDRA – Tanmesék a 90-es évekből  | Rendező |
| 2020         | Örkény Színház                         | Boross Martin – Neudold Júlia – Szabó-Székely Ármin | Kiváló dolgozók                        | Rendező |
| 2019         | Stereo Akt-Trafó                       |                                                     | Tisztasági festés                      | Rendező |
| 2019         | Stereo Akt                             |                                                     | European Freaks – Üzenjük Brüsszelnek! | Rendező |
| 2018         | Stereo Akt                             |                                                     | Védett Férfiak Kertje                  | Rendező |
| 2017         | Stereo Akt                             | Boross Martin-Thury Gábor                           | Emlékek klinikája                      | Rendező |
| 2016         | Stereo Akt-Mentőcsónak Egység          |                                                     | CÍM NÉLKÜL – hajlék-kaland-játék       | Rendező |
| 2016         | Stereo Akt                             | Téri Gáspár – Boross Martin                         | Etikett avagy A tökéletes ember        | Rendező |
| 2015         | Stereo Akt-Trafó                       |                                                     | We Hear You – Hallgatlak Budapest!     | Rendező |
| 2014         | Stereo Akt-Trafó                       | Boross Martin                                       | Felülről az ibolyát                    | Rendező |
| 2014         | Stereo Akt-Szptunyik Hajózási Társaság |                                                     | Leselkedők – panico insecto            | Rendező |
| 2013         | Artus, Stereo Akt                      |                                                     | Promenád – városi sorsturizmus         | Rendező |
| 2012         | Füge Produkció                         | Boross Martin                                       | Harminchatok                           | Rendező |
| 2011         | Dinamó Művház                          |                                                     | Pamlényi Pál Postás Panoptikum         | Rendező |

## Filmrendezői munkássága
- Remake_Bodony (2017)
- Kelet-Európai randevú (2020)
- Promenád (2021)
- Nyersanyag (2024)

## Díjai, elismerései
- Junior Prima díj (2016)[10]